# Криївка (ресторан)
«Криї́вка» — ресторан-кнайпа у Львові, відкритий у вересні 2007 року в підвалі одного з будинків за адресою: площа Ринок, 14 (Кам'яниця Венеційська). 

## Опис
Заклад оздоблений у вигляді польової криївки УПА. Кухня — українська, польова. Страви подають у військовому посуді. У ресторані є атракції, як тир та вільне користування зброєю. Традиція входу до закладу передбачає знання гасла-пароля, не назвавши який не можна потрапити в заклад, та перевірку чаркою медовухи для тих, кому виповнилося 18 років.
За короткий час заклад став однією з найвідоміших туристичних цікавинок Львова. Лише за січень 2008 року «Криївку» відвідало понад 80 тисяч людей.
У Криївці назви майже усього меню складаються з оригінальних назв: наприклад, капуста тушкована із квасолею має назву «Гудбай, асвабадітєлі», салат з маринованих грибів, цибулі, горошку та помідорів має назву «Взяти Чорногору під будцем», місцеве галицьке пиво називається «Зеник».